# Јонаш Заборски
Јонаш Заборски (слч. Jonáš Záborský; Заборје, 3. фебруар 1812 — Жупчани, 23. јануар 1876) је био словачки књижевник.
Писао је сатире, бајке у стиху и комедије у којима је износио друштвене прилике свога времена.
Главна дела: Панславистички свештеник, Фаустијада и др.